# Armoire

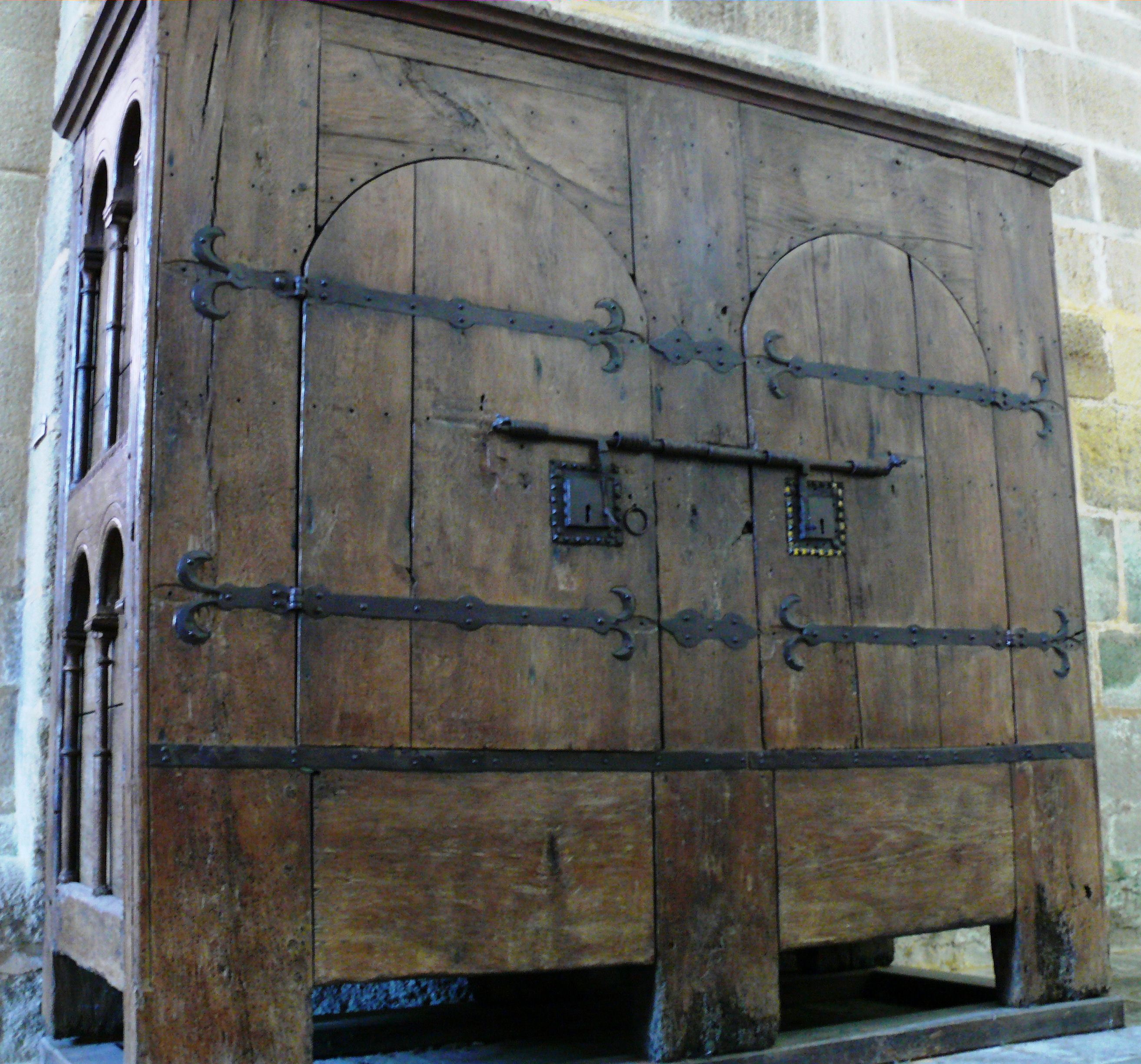
« Armoire d'Aubazine » à serrures et pentures de fer forgé, la plus ancienne « armoire liturgique » (Conditiora) de France (probablement début XIIIe siècle).

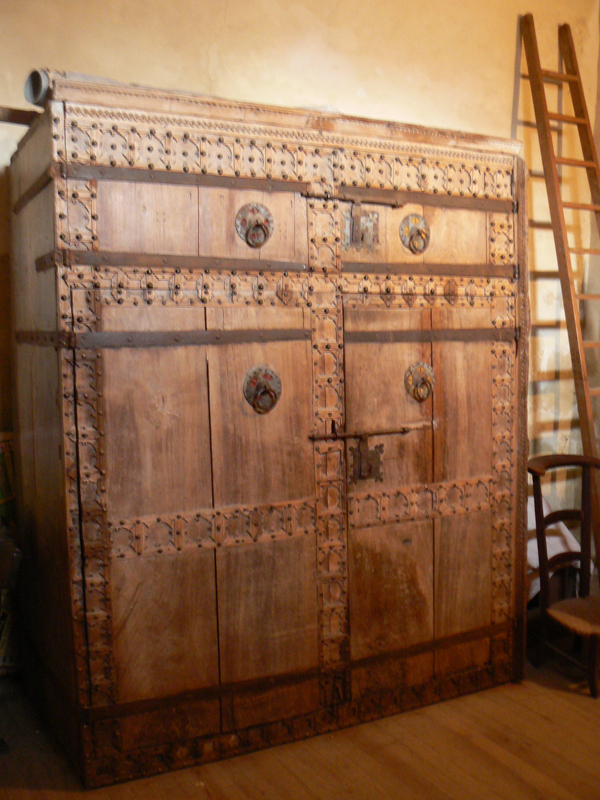
Armoire datée du XIVe siècle, aujourd’hui utilisée dans la maison de l'église Sainte-Marie de Corneilla-de-Conflent.

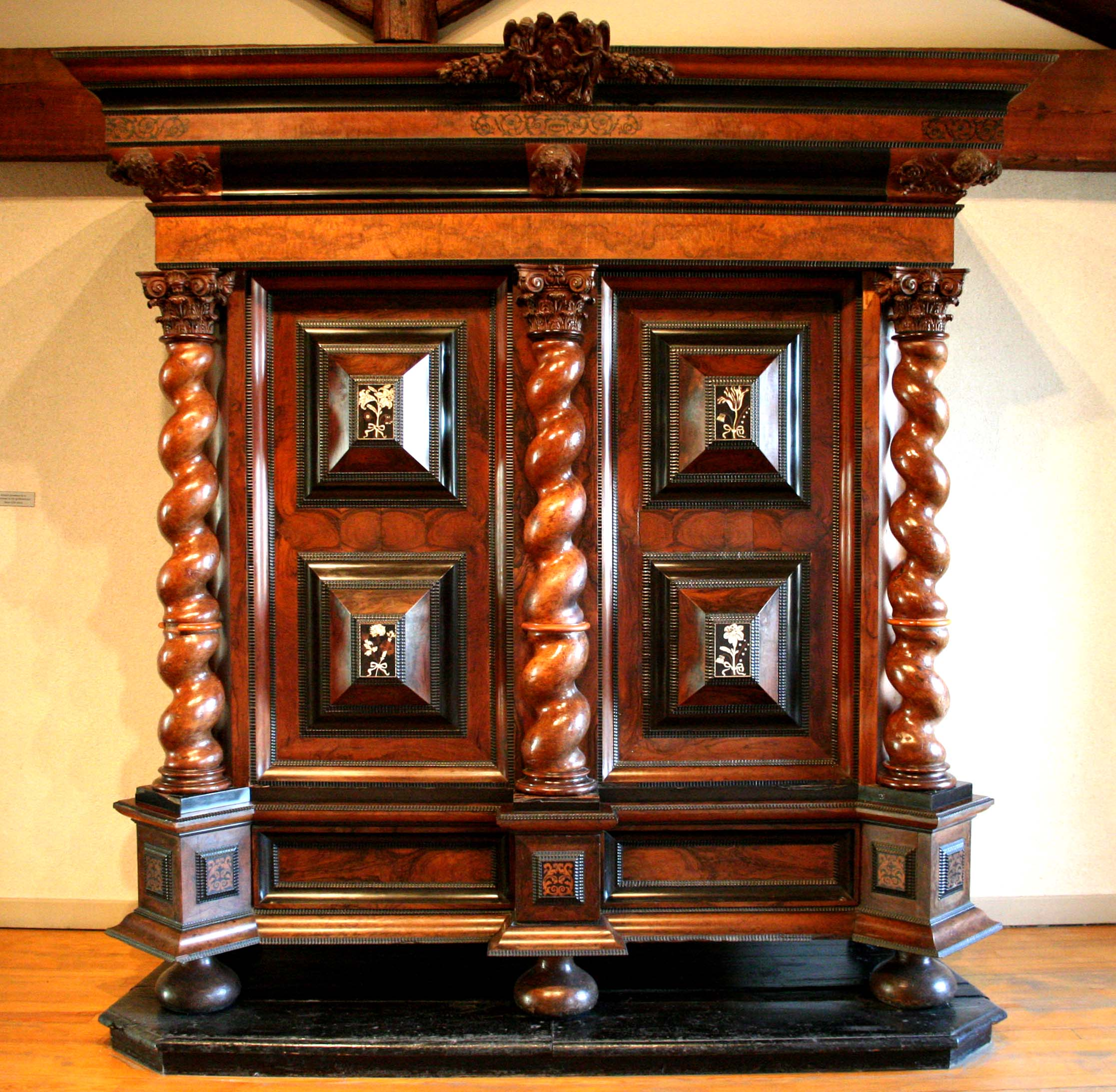
Armoire du début du XVIIe siècle provenant de la chartreuse de Villeneuve-lès-Avignon, actuellement au musée Pierre-de-Luxembourg à Villeneuve-lès-Avignon.

Une armoire (de Armarium, Armariolus, Armariolum) est un meuble fermé, généralement en bois, toujours adossé à un mur, que l'on trouve dans une habitation. Il est destiné à ranger des objets (l'armoire ferme à clé), spécialement les vêtements et le linge de maison. L'armoire est une évolution du coffre mobile de la fin du Moyen Âge, en se différenciant du bahut à deux vantaux qui s'est métamorphosé en armoire ou en buffet, selon qu'il était horizontal ou vertical.
L'armoire est généralement haute, formée d'un seul corps et munie de portes dits « vantaux » (deux en général), d'étagères de rangement et souvent de penderies. Elle est fréquemment surmontée d'une corniche. On la trouve surtout dans la chambre à coucher. Ses portes peuvent être munies de miroirs, auquel cas on parle d'armoire à glace.

## Histoire
Le mot « armoire » provient du latin armarium (terme qui a dû signifier initialement « réserve d'armes, arsenal »), mais il n'est pas possible d'en conclure de manière catégorique que l'armoire servait à l'origine uniquement à serrer les armes, puisque le mot désigne déjà aussi le meuble dans lequel on rangeait les livres dans les bibliothèques romaines évoquées par Vitruve. L’armarium a aussi été évoqué par Caton l'Ancien, Plaute, Pline le Jeune et Cicéron, et plusieurs modèles sont représentés dans les peintures de Pompéi.
L'armoire semble disparaître au Moyen Âge au profit des coffres, huches et bahuts, hormis pour conserver les armes dans les châteaux, ou encore dans les églises ou monastères. La conditoria était une armoire particulière que l'on fabriquait pour les monastères, les églises ou les chapelles, près de l'autel, afin d'y déposer par exemple le saint sacrement, des vases ou objets sacrés, les saintes huiles, des reliques, etc. Une solide serrure permettait de la fermer à clé. La plus ancienne conservée en France serait celle de l'abbaye d'Aubazine (illustration ci-contre). Deux armoires anciennes de ce type, mais de la fin du XIIIe siècle, sont conservées dans la cathédrale Notre-Dame de Bayeux et dans la cathédrale Notre-Dame de Noyon, mais elles sont ornées de peintures. Plus tard, les vantaux seront faits de panneaux encadrés, souvent ornés d'une forme (en bas-relief) de parchemin ou d'ornementations gothiques, comme sur le buffet dit armoire à reliques ou buffet de saint Geoffroy de l'église paroissiale de l'Assomption-de-la-Très-Sainte-Vierge du Chalard (seconde moitié du XVe siècle). Également dans les églises, ou dans les sacristies, des armoires servaient à ranger les vêtements sacerdotaux, des livres sacrés, etc. 

Armoire par André-Charles Boulle. Musée du Louvre.

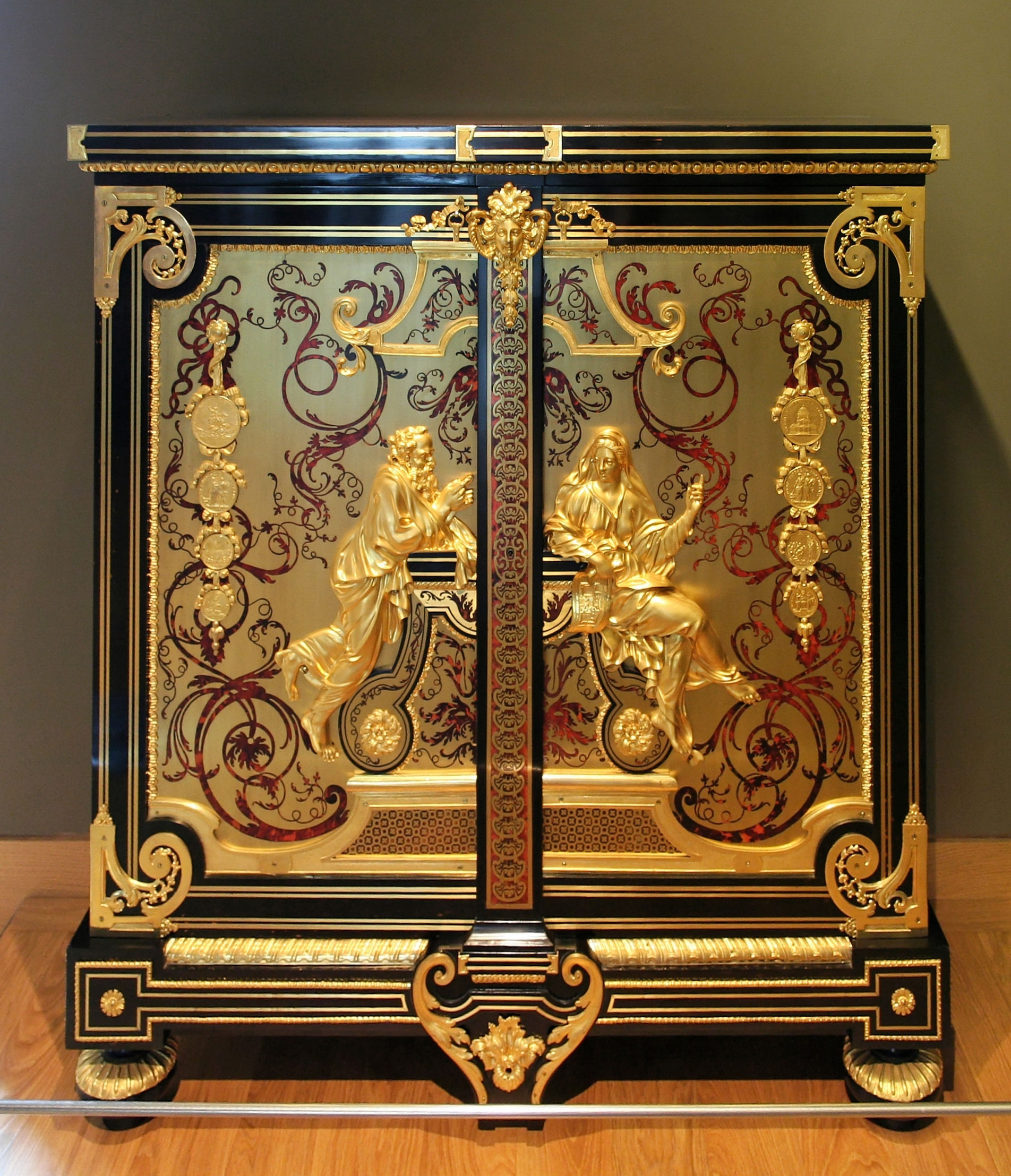
Georges-Alphonse Jacob-Desmalter. Armoire, commande pour le Salon des Concerts du palais des Tuileries. Ébène, écaille rouge et laiton, 1834 Musée du Louvre.

Les armoires telles qu'on les connaît aujourd’hui sont apparues au XVIe siècle, sous forme d'armoires à deux vantaux ou à quatre portes (alors encore parfois nommées "bahuts" ou buffets) décorées dans des styles très divers, avec des hauts reliefs, des incrustations, des glaces, etc. On pouvait aussi rencontrer des bahuts à deux corps superposés, également dits "buffets hauts" , éventuellement surmontés d'une corniche plus ou moins décorée (ex : corniche à créneau évoquant la corniche d'un bâtiment pour certaines armoires de style louis XII) 
Les armoires traditionnelles ont suivi les différents styles en vigueur suivant les époques puis ont été en partie supplantées dans les logements modernes par la généralisation des placards, souvent prévus dès la construction, c'est-à-dire des armoires fixes, intégrées dans la menuiserie des lambris muraux plaqués sur le mur, ou intégrées dans l'épaisseur du mur.

## Armoire à glace
Apparue au début du XXe siècle avec les styles 1925, l'armoire à glace se rapproche de la psyché, sous la forme d’une armoire dont l'une des portes est munie d’un miroir fixé sur l’intérieur. Certaines armoires appelées « homme-debout » avaient un miroir fixé sur la partie extérieure de l’unique porte qui, en position ouverte, faisait basculer un meuble non chargé de linge ; un crochet positionné à l’arrière permettait de fixer l’armoire au mur. Aujourd’hui, la légèreté des miroirs modernes, permise par leur faible épaisseur, permet de fixer ceux-ci sur chacune des portes.
Il existait aussi une autre forme d'armoire à glace qui consistait en un solide bahut de bois très épais, dont un des compartiments contenait des blocs de glace qui servait à maintenir les aliments au frais. En France, on pouvait voir ce meuble encore jusqu'au début des cinquante, dans les magasins d'alimentation (boucherie, fromagerie, poissonnerie, etc.).

### Expression
Une « armoire à glace » désigne familièrement une personne de forte carrure.

## Galerie de photographies

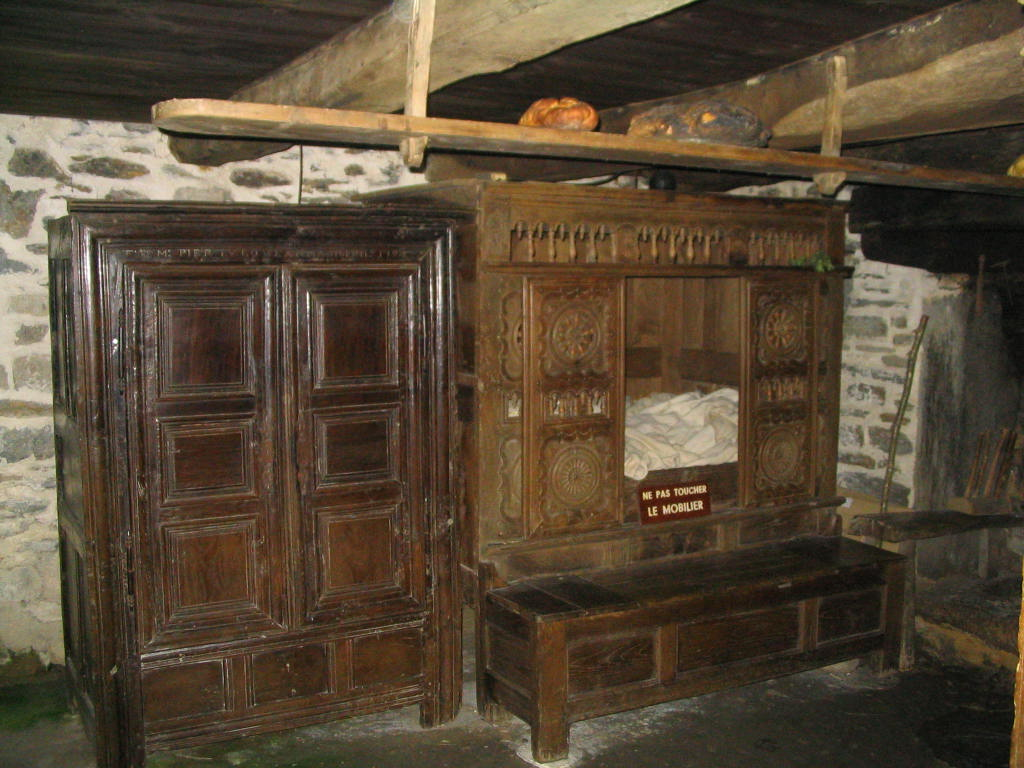
Armoire du XVIIIe siècle, lit-clos et banc-coffre de la maison Cornec à Saint-Rivoal dans le Finistère.
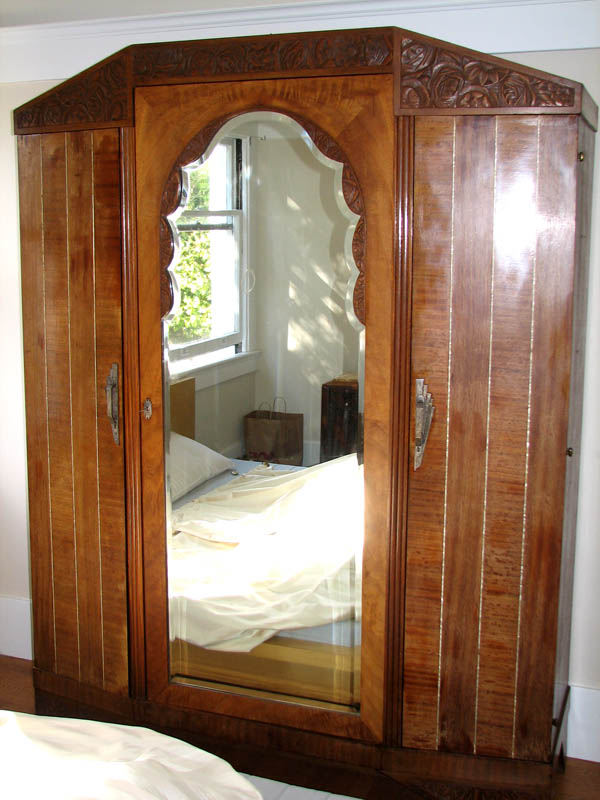
Armoire de style Art déco fabriquée en France dans les années 1930.
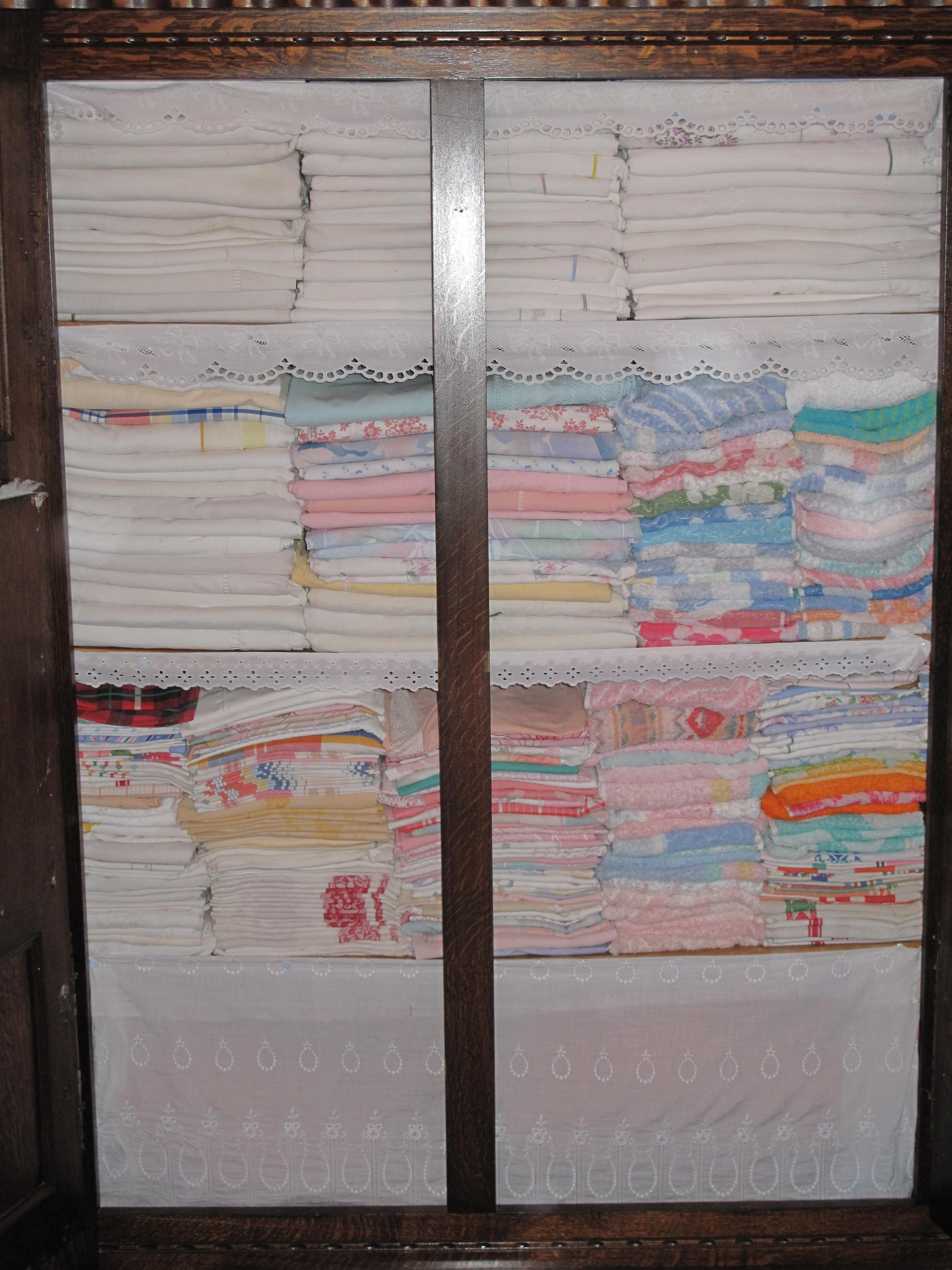
Rangement du linge de maison dans une armoire.
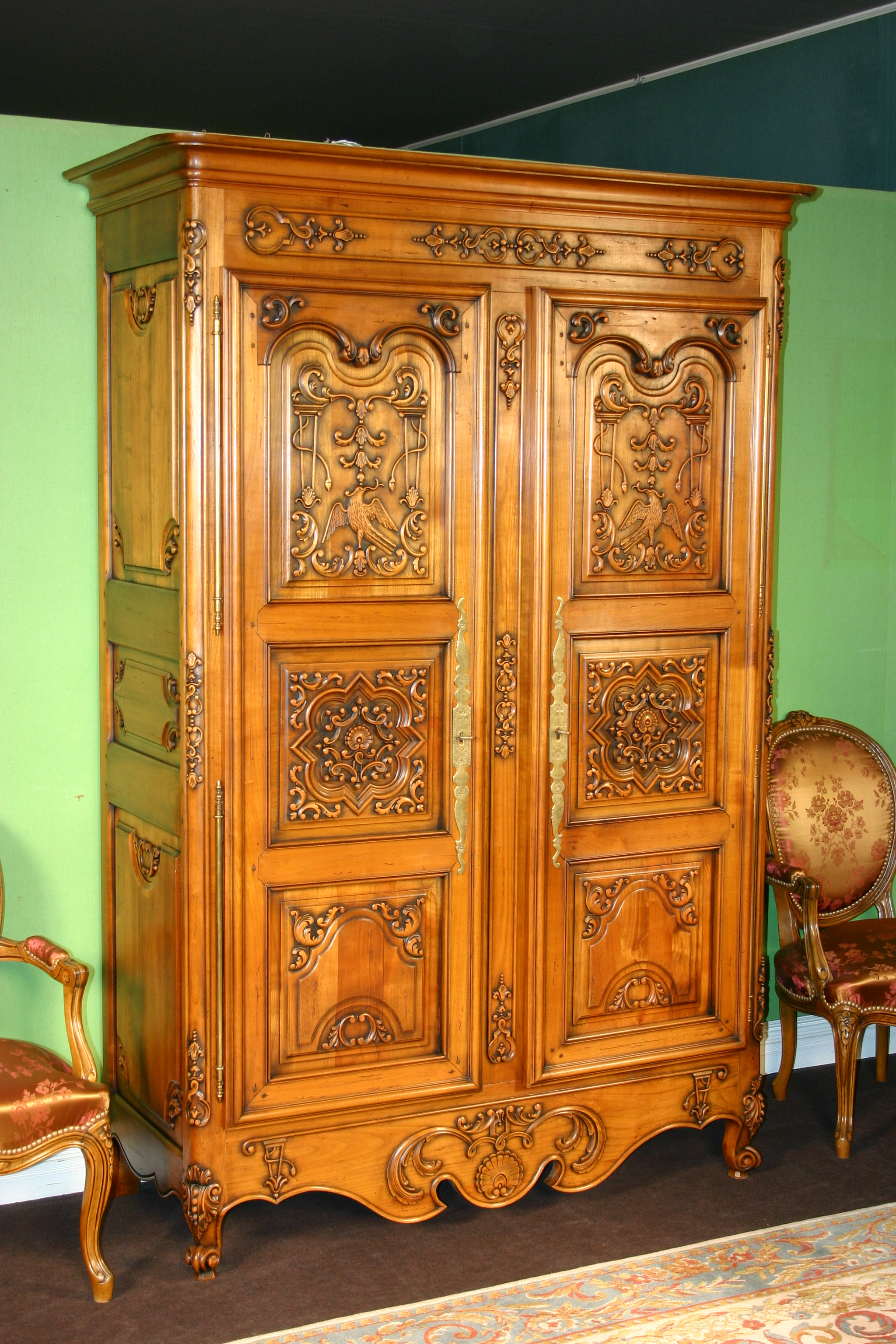
Reproduction d'une armoire du XVIIIe siècle.
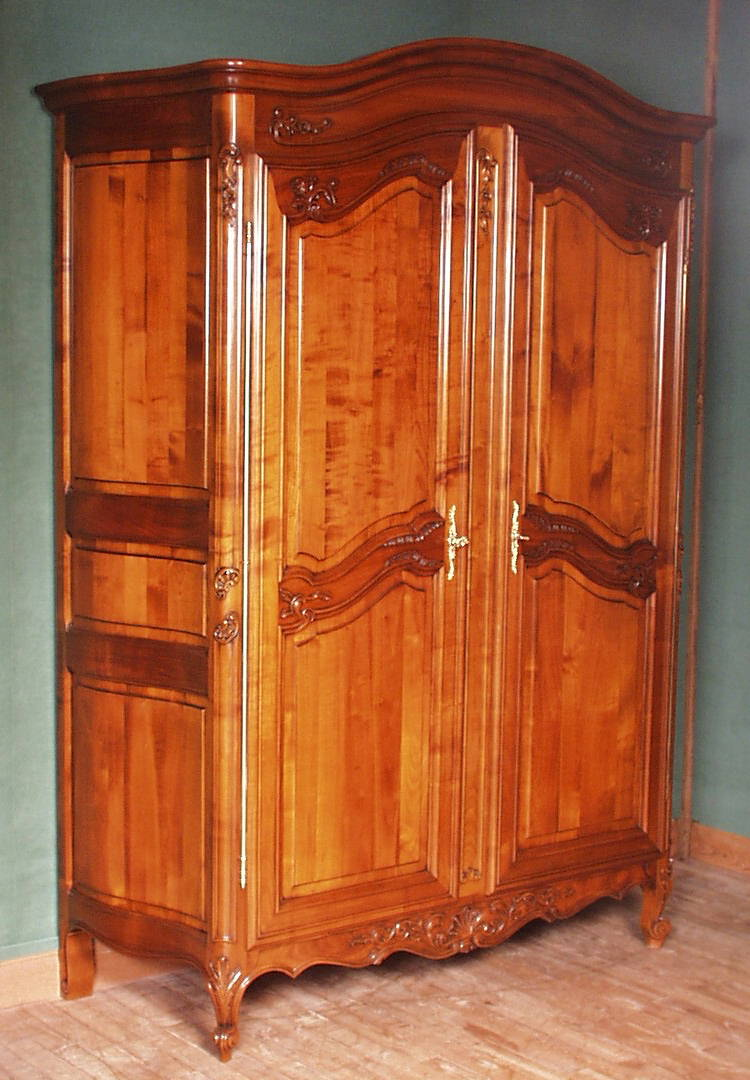
Réplique d'une armoire d'époque, de style Louis XV.
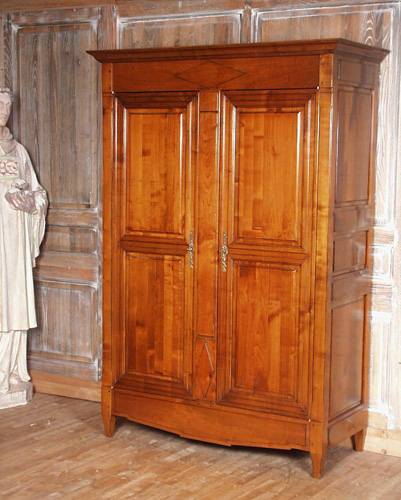
Armoire "Directoire" reprise d'un modèle ancien, de style directoire.
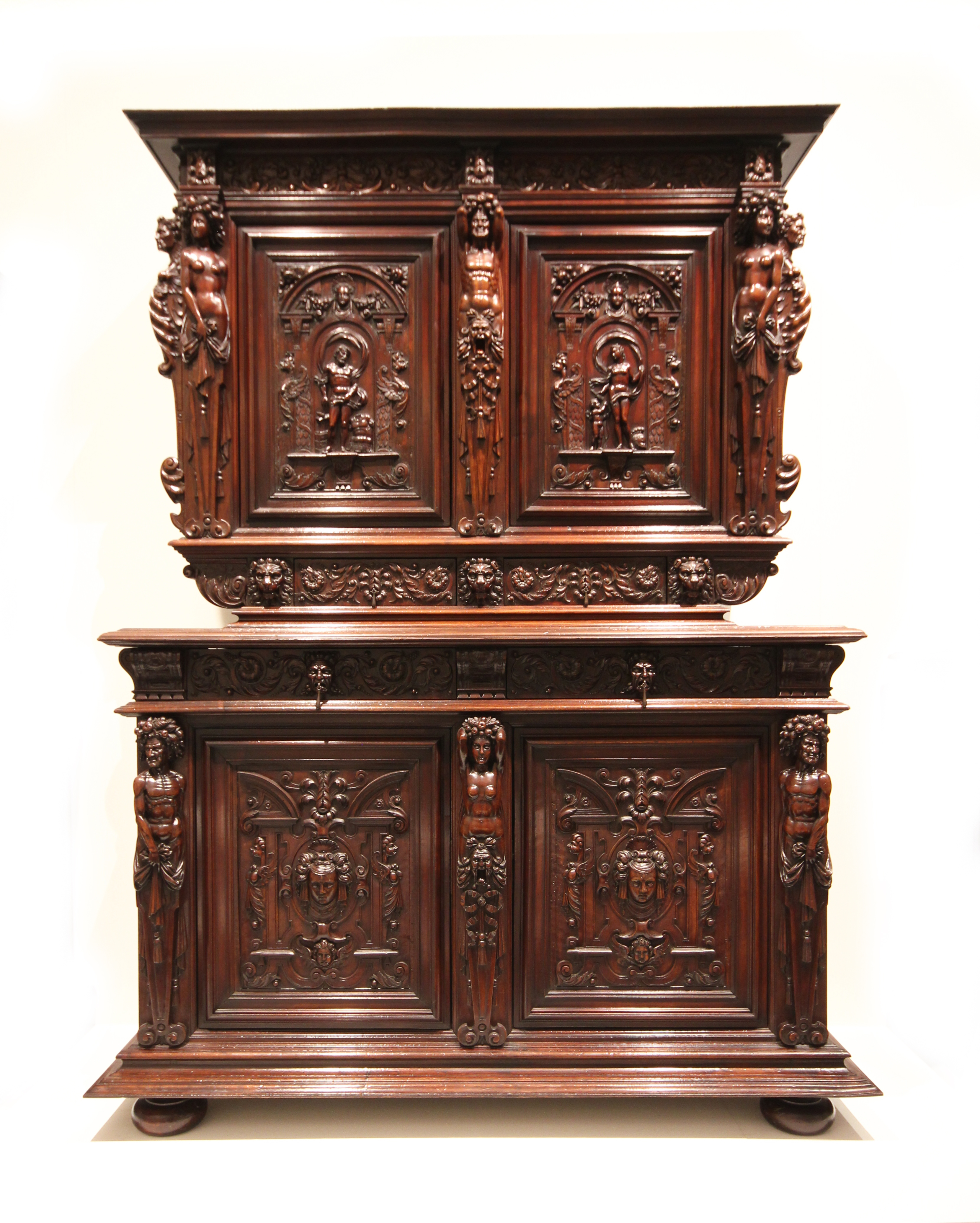
Armoire à deux corps aux divinités - Deuxième moitié du XVIe siècle.
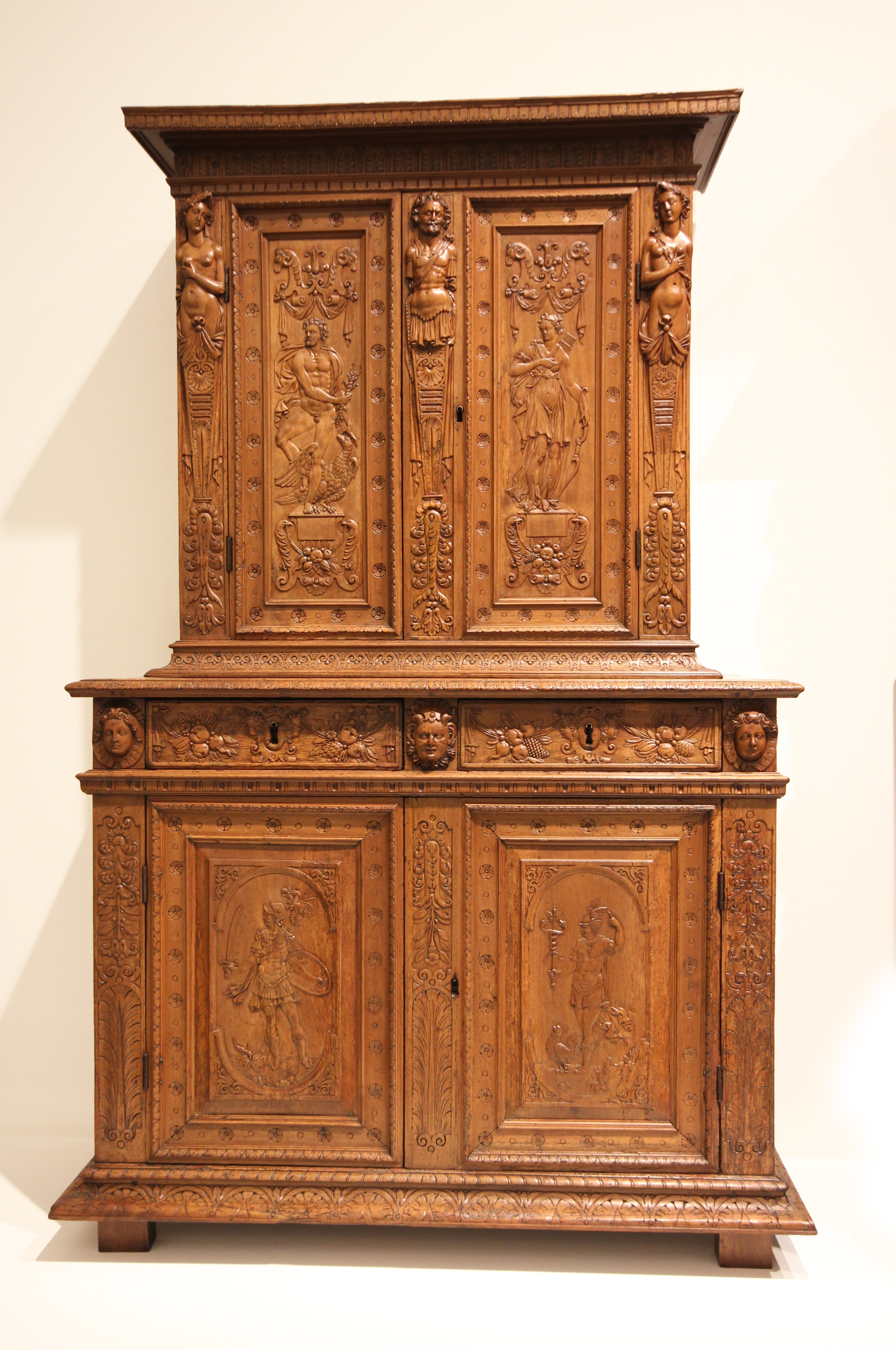
Armoire à deux corps - Deuxième tiers du XVIe siècle.
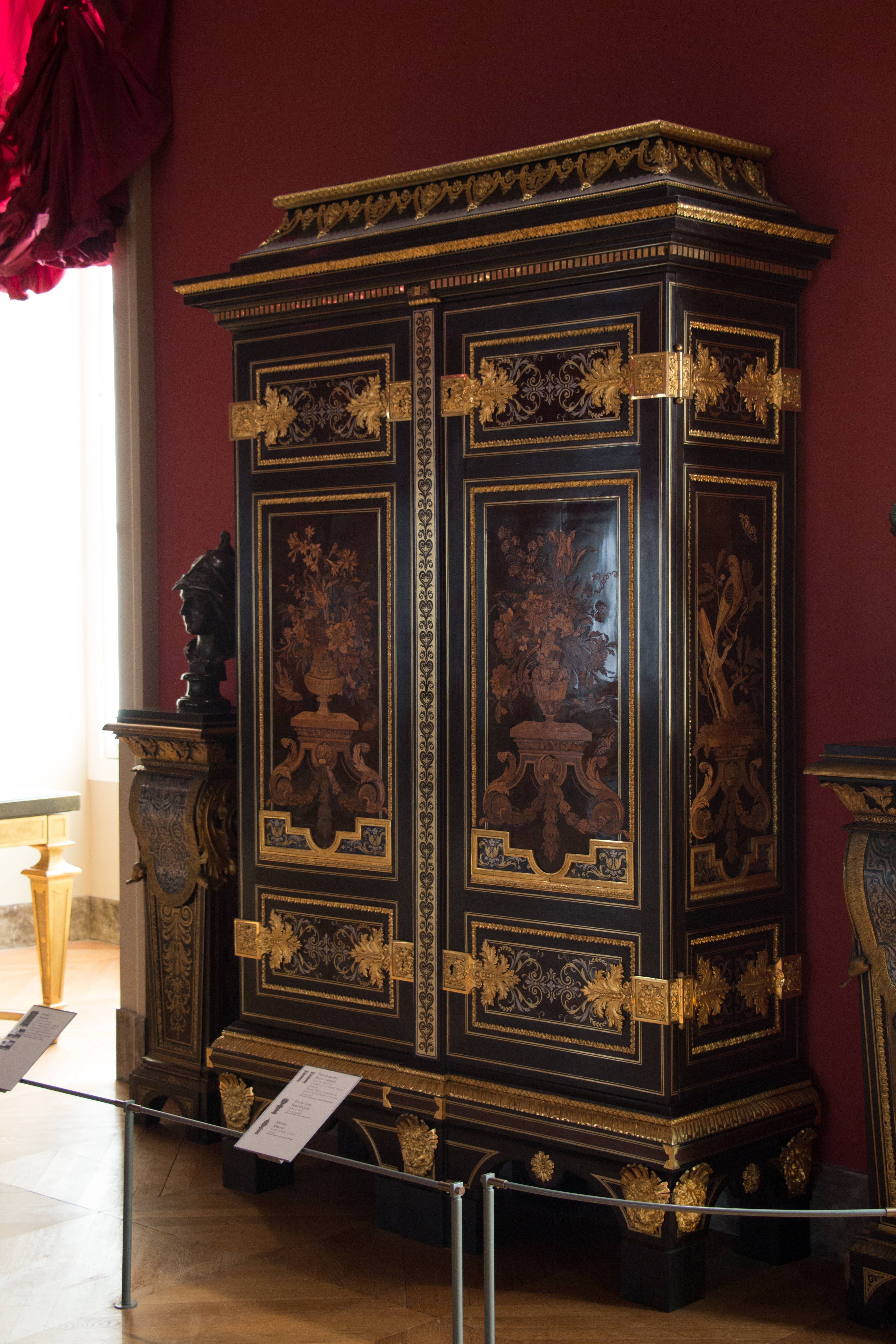
Armoire aux perroquets réalisée par Boulle vers 1680/1690-1700 (Louvre).